# Herklotsichthys
Herklotsichthys es un género de peces de la familia Clupeidae, del orden Clupeiformes. Este género marino fue descrito por primera vez en 1951 por Gilbert Percy Whitley. 

## Especies
Especies reconocidas del género:
- Herklotsichthys blackburni (Whitley, 1948)
- Herklotsichthys castelnaui (J. D. Ogilby, 1897)
- Herklotsichthys collettei Wongratana, 1987
- Herklotsichthys dispilonotus (Bleeker, 1852)
- Herklotsichthys gotoi Wongratana, 1983
- Herklotsichthys koningsbergeri (M. C. W. Weber & de Beaufort, 1912)
- Herklotsichthys lippa (Whitley, 1931)
- Herklotsichthys lossei Wongratana, 1983
- Herklotsichthys ovalis (Anónimo referido a E. T. Bennett, 1830)
- Herklotsichthys punctatus (Rüppell, 1837)
- Herklotsichthys quadrimaculatus (Rüppell, 1837)
- Herklotsichthys spilurus (Guichenot, 1863)